# HD37140
HD37140 є хімічно пекулярною зорею спектрального класу
B8 й має видиму зоряну величину в смузі V приблизно  8,5.

## Пекулярний хімічний вміст
Зоряна атмосфера HD37140 має підвищений вміст 
Si
.

## Магнітне поле
Спектр даної зорі вказує на наявність магнітного поля у її зоряній атмосфері.
Напруженість повздовжної компоненти поля оціненої з аналізу
крил ліній Бальмера
становить  575,5± 521,8 Гаус.